# Haiti ai Giochi olimpici
Haiti ha partecipato per la prima volta ai Giochi olimpici nel 1900.
Gli atleti haitiani hanno vinto due medaglie ai Giochi olimpici estivi, mentre non ne hanno mai vinte ai Giochi olimpici invernali (la loro prima partecipazione in assoluto a quest'ultimo evento è stata a Pechino 2022).
Il Comitato Olimpico Haitiano, creato nel 1914, venne riconosciuto dal CIO nel 1924.

## Medaglieri

### Medaglie alle Olimpiadi estive
| Giochi                 | Oro              | Argento          | Bronzo           | Totale           |
| ---------------------- | ---------------- | ---------------- | ---------------- | ---------------- |
| Atene 1896             | non partecipante | non partecipante | non partecipante | non partecipante |
| Parigi 1900            | 0                | 0                | 0                | 0                |
| St. Louis 1904         | non partecipante | non partecipante | non partecipante | non partecipante |
| Londra 1908            | non partecipante | non partecipante | non partecipante | non partecipante |
| Stoccolma 1912         | non partecipante | non partecipante | non partecipante | non partecipante |
| Anversa 1920           | non partecipante | non partecipante | non partecipante | non partecipante |
| Parigi 1924            | 0                | 0                | 1                | 1                |
| Amsterdam 1928         | 0                | 1                | 0                | 1                |
| Los Angeles 1932       | 0                | 0                | 0                | 0                |
| Berlino 1936           | non partecipante | non partecipante | non partecipante | non partecipante |
| Londra 1948            | non partecipante | non partecipante | non partecipante | non partecipante |
| Helsinki 1952          | non partecipante | non partecipante | non partecipante | non partecipante |
| Melbourne 1956         | non partecipante | non partecipante | non partecipante | non partecipante |
| Roma 1960              | 0                | 0                | 0                | 0                |
| Tokyo 1964             | non partecipante | non partecipante | non partecipante | non partecipante |
| Città del Messico 1968 | non partecipante | non partecipante | non partecipante | non partecipante |
| Monaco 1972            | 0                | 0                | 0                | 0                |
| Montreal 1976          | 0                | 0                | 0                | 0                |
| Mosca 1980             | non partecipante | non partecipante | non partecipante | non partecipante |
| Los Angeles 1984       | 0                | 0                | 0                | 0                |
| Seul 1988              | 0                | 0                | 0                | 0                |
| Barcellona 1992        | 0                | 0                | 0                | 0                |
| Atlanta 1996           | 0                | 0                | 0                | 0                |
| Sydney 2000            | 0                | 0                | 0                | 0                |
| Atene 2004             | 0                | 0                | 0                | 0                |
| Pechino 2008           | 0                | 0                | 0                | 0                |
| Londra 2012            | 0                | 0                | 0                | 0                |
| Rio de Janeiro 2016    | 0                | 0                | 0                | 0                |
| Tokyo 2020             | 0                | 0                | 0                | 0                |
| Parigi 2024            | 0                | 0                | 0                | 0                |
| Totale                 | 0                | 1                | 1                | 2                |

### Medaglie alle Olimpiadi invernali
| Giochi       | Oro | Argento | Bronzo | Totale |
| ------------ | --- | ------- | ------ | ------ |
| Pechino 2022 | 0   | 0       | 0      | 0      |
| Totale       | 0   | 0       | 0      | 0      |